# D. T. H. van der Merwe
Daniel Tailliferre Hauman van der Merwe (* 28. dubna 1986 Worcester) je bývalý kanadský ragbista, který hrál nejvíce na pozici křídla. 
Narodil se v Jihoafrické republice, ale s rodinou ve svých 17 letech emigroval do Kanady. Tuto zemi reprezentoval na MS 2007 až MS 2019. Ve všech zápasech na světovém šampionátu nastoupil v základní sestavě. Na MS 2015 se mu povedlo položit pětku v každém zápase a po velšském hráči S.Williamsovi se stal druhým hráčem historie, kterému se toto povedlo. Kanadu reprezentoval v letech 2006 až 2019. Odehrál za ni 61 zápasů a připsal si 190 bodů.
Mezi jeho největší klubové úspěchy patří titul z roku 2015 s Glasgow Warriors v soutěži PRO12. O dva roky později vyhrál stejnou soutěž s velšským klubem Scarlets. V nejednom případě byl hráčem, který patřil mezi hráče s nejvíce položenými pětkami v PRO12. V roce 2021 vyhrál s klubem L.A. Giltinis americkou ligu. V této soutěži byl v tomtéž roce zvolen do nejlepší sestavy.

## Kariéra

### Klubová kariéra
- 2007/08 Saracens
- 2009/10 – 2014/15 Glasgow Warriors
- 2015/16 – 2016/17 Scarlets
- 2017/18 Newcastle
- 2017/18 – 2019/20 Glasgow Warriors
- 2021 – 2022 L.A. Giltinis